# پردازش زنجیره‌ای
پردازش زنجیره‌ای یک برنامه نرم‌افزاری است که کاملاً یا تا حدودی یک فرایند یا پردازش را خودکار می‌کند. یک پردازش زنجیره‌ای از چندین فرایند (پردازش) جزء تشکیل شده که باید به ترتیب خاصی اجرا شوند تا هدف مورد نظر برآورده شود.
به عنوان مثال، یک سفارش خرید را در نظر بگیرید که برای صدور مجوز و خرید نهایی، زنجیره‌ای از بخش‌های مختلف باید نظر بدهند و تأیید کنند. با استفاده از یک پردازش زنجیره‌ای، روند سفارش به‌طور خودکار از یک بخش به بخش دیگر منتقل می‌شود. هنگامی که کلیه مجوزها به دست آمد، به درخواست کننده سفارش خرید داده می‌شود.
یک نرم‌افزار پردازش‌زنجیره‌ای معمولاً با همکاری برنامه‌نویسان و طراحان (مانند طراح واسط‌کاربری و طراح گرافیک) ایجاد می‌شود.
برای طراحی یک پردازش زنجیره‌ای، ممکن از زبانهای برنامه‌نویسی معمولی یا زبانهای تخصصی تولید پردازش زنجیره‌ای استفاده شود. این زبانها معمولاً یک ابزار بصری (مانند BPMN) دارند و برخی از آنها هم متنی یا مبتنی بر XML هستند. زبانهای تخصصی که می‌توانند از این طریق برای تعریف گردش کار استفاده شوند عبارتند از:
- XPDL
- YAWL
- SCUFL